# Liturgia hispánica
La liturgia hispánica o rito mozárabe es la liturgia de la Iglesia católica que se consolidó en torno al siglo VI en la península ibérica, en el Reino visigodo de Toledo, y que fue practicada en los territorios hispánicos hasta el siglo XI, tanto en áreas bajo dominio cristiano como musulmán.

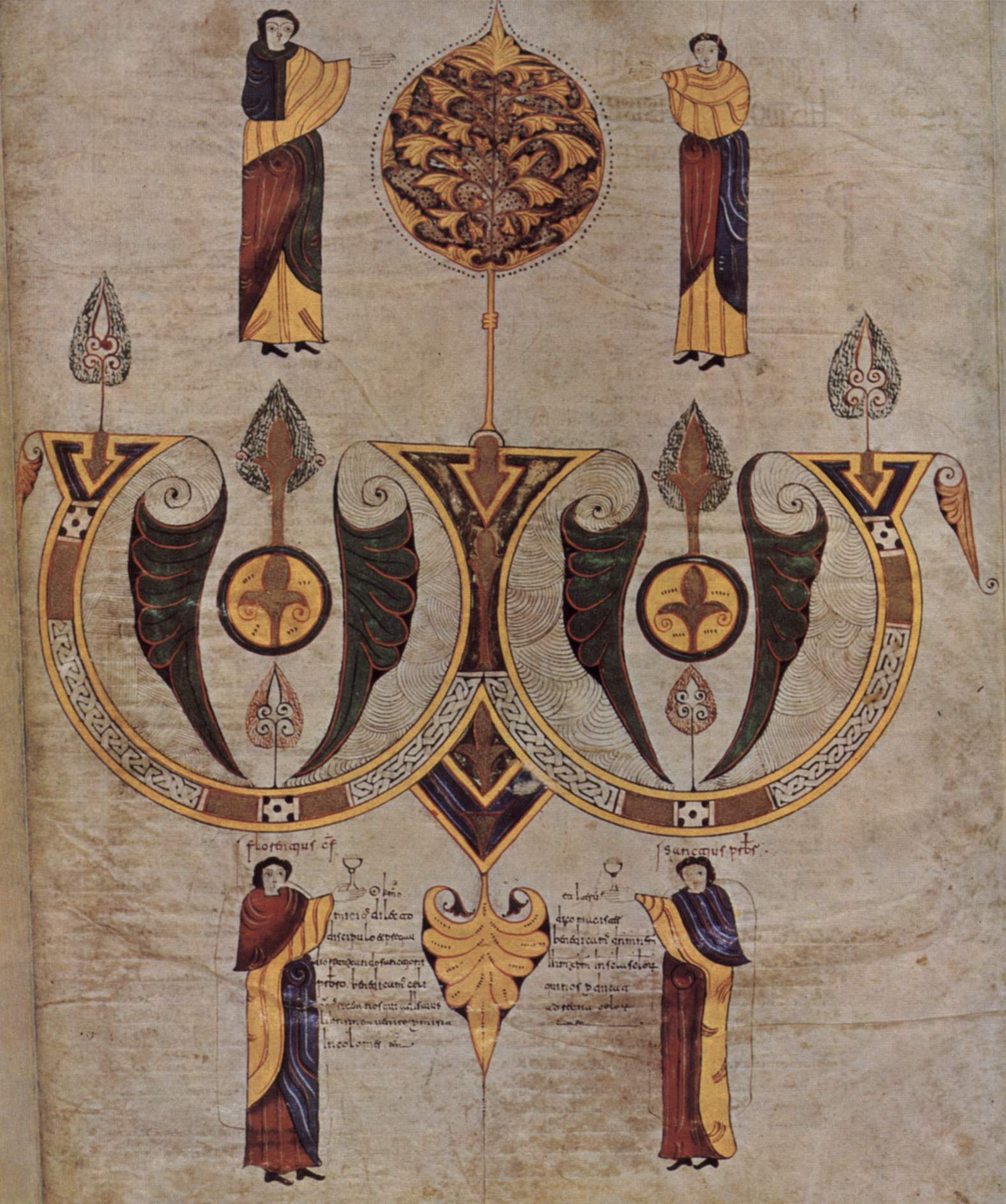
Página miniada de la Biblia de León, a. 960.

## Historia de la liturgia hispánica
La organización de una historia de la liturgia hispánica es muy difícil, debido a que la mayoría de las fuentes literarias pertenecen, las más antiguas, a los siglos VII y VIII, aunque la mayor parte del repertorio utilizado en Hispania y la Galia Narbonense se nos ha transmitido en códices procedentes de los siglos VIII al XII, con un importante número de copias realizadas en los talleres toledanos ya en el siglo XIV, con la consecuente pérdida de fidelidad a las notaciones musicales, que los copistas ya no conocían.

### Origen de la liturgia hispánica
Se sabe poco sobre el origen y la formación de la liturgia hispánica y sobre el canto asociado a ella. Obviamente, el origen se halla en relación con la expansión del cristianismo en la península ibérica durante los primeros siglos después de Cristo. Las provincias de Hispania figuran entre las que más pronto fueron cristianizadas en la parte occidental del Imperio romano, hecho favorecido por cuatro importantes factores:
- La existencia de ricas comunidades judías antiguas, probablemente llegadas a las costas españolas en tiempos de la colonización fenicia —hecho atestiguado por las referencias al comercio con Tartessos que aparecen en la Biblia (1 Reyes, Tobías, Jonás)—, que fueron notablemente ampliadas tras el exilio de los judíos de Roma (bajo el emperador Claudio) y la diáspora producida con motivo de las guerras judaicas de los siglos I y II, bajo los emperadores Vespasiano, Tito, Domiciano y Adriano.

- La numerosa población militar que se mantenía en el limes cántabro, caldo de cultivo para las nuevas religiones.

- La romanización de toda la península, que hace que todo el Mediterráneo esté bien comunicado y las comunidades galileas de África y Siria sean conocidas incluso en el Norte de Hispania. Estas comunidades cristianas hispánicas apenas dejaron documentación por lo que se tiene poca información escrita de la labor de Santiago y los varones apostólicos.

- La pronta conversión al catolicismo de los suevos (que fundan el primer reino independiente católico) en Gallaecia, ya en el siglo VI con San Martín de Braga durante el reinado del rey suevo Teodomiro.

#### Influencia de la liturgia sinagogal
Lo único conocido sobre las comunidades judías en Hispania en los primeros siglos de nuestra era es que la mayor parte de las antiguas comunidades permanecen fieles al judaísmo, que en Hispania tuvo desde muy pronto una organización sinagogal, y de la que derivaría posteriormente tanto el sefardismo como la cábala. Frente a ellos, parte de los recién llegados tras la destrucción de Jerusalén y las guerras judaicas se había convertido o se convertiría a la nueva religión cristiana, que en un primer momento no era sino una rama del judaísmo.
Tras el Concilio de Jerusalén y la integración de los gentiles con pleno derecho en las comunidades cristianas, estas se distancian definitivamente de las sinagogas y comienzan a desarrollar cultos propios, fundamentalmente centrados en tres aspectos:
- La celebración del domingo en lugar del sábado judío.
- La conmemoración de la Última Cena en los ritos eucarísticos.
- La lectura de las Sagradas Escrituras, que, poco a poco, irían incorporando los libros del Nuevo Testamento.

Formalmente, el culto cristiano no fue al principio sustancialmente diferente del judío y fue separándose poco a poco de la liturgia judía, aunque la presencia de elementos «gentiles» era cada vez más abundante. Algunos afirman que todavía a comienzos del siglo IV no se había consumado de facto la escisión entre judíos y cristianos en la Península, y que las relaciones entre ambas comunidades eran estrechas y tenían prácticas litúrgicas comunes.
Realmente, el proceso de persecución desatada específicamente contra los cristianos bajo diversos emperadores romanos (Nerón, Vespasiano, Adriano, Septimio Severo, Decio, Diocleciano, etc.) y por los gobernantes locales fueron factor primordial de separación entre las dos comunidades. Así aparece recogido en las actas del primer concilio cristiano conocido, el de Elvira (ciudad cercana a la actual Granada), que se celebró hacia el año 300 o 303, antes de la gran persecución de Diocleciano. Convocado por el famoso obispo Osio de Córdoba, pero bajo la presidencia del Obispo Félix de Acci (actualmente Guadix), en él se determinan las relaciones de los cristianos con el resto de las comunidades, judíos, herejes y paganos y, específicamente, se alude a la celebración de la Misa y los sacramentos, transmitiendo las primeras noticias fidedignas de los ritos específicos de la Iglesia en Hispania. 
De todas formas, la importancia del culto sinagogal en la liturgia cristiana es patente, sobre todo, en dos aspectos:
- La salmodia (recitación de salmos).
- La lectio (lectura de la Biblia).

#### Otras aportaciones
Aparte de la liturgia judía, hubo otros factores que influyeron en la formación y configuración de la liturgia y el canto hispánicos. Entre estos cabe citar elementos prerromanos y romanos. Las diversas liturgias religiosas de la Antigüedad contenían, todas ellas, sistemas de recitación y de organización musical. La interrelación cultural que se produjo en el territorio del Imperio romano hace muy difícil distinguir unas de otras, sobre todo cuando entran en contacto cristianos de otras áreas de Oriente y Occidente. Desde luego se puede apreciar un sustrato común en las liturgias cristianas de las distintas regiones del Imperio, sobre todo entre las occidentales que nos han llegado más completas: la romano-gregoriana, la milanesa o ambrosiana y la hispánica. Este sustrato común se ve reflejado, sobre todo, en la evolución de los responsorios, cantos salmódicos de origen judío que eran silábicos y que en estas tres liturgias se convierten en melodías muy melismáticas y adornadas. Otro ejemplo es la evolución común del recitativo.

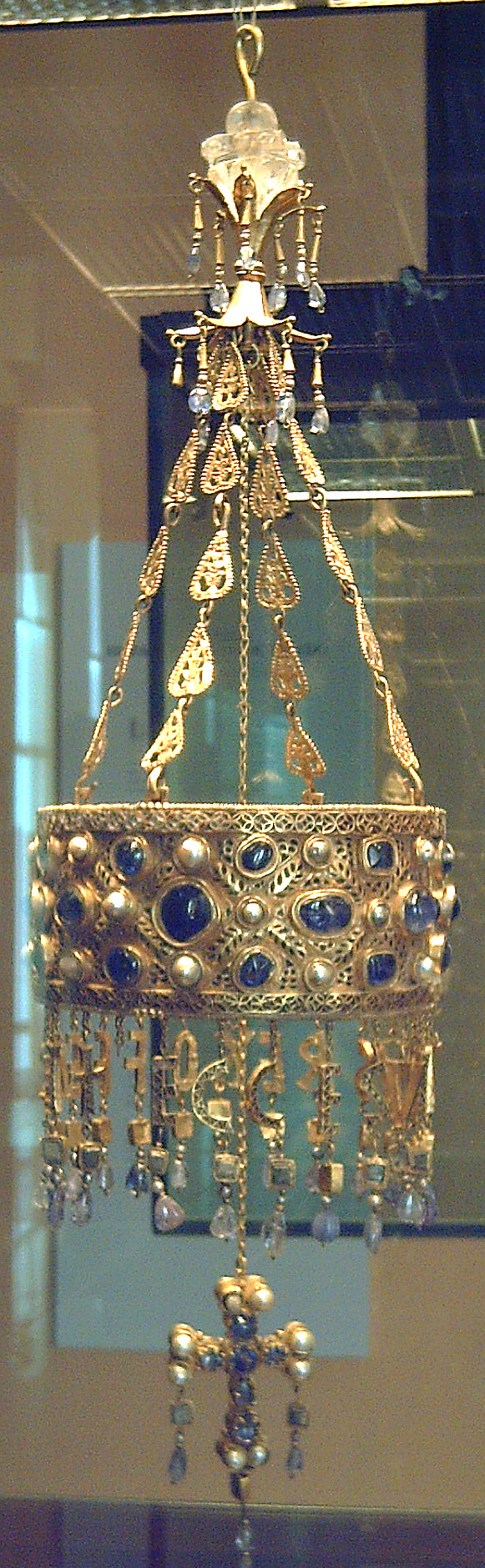
Corona votiva de Recesvinto († 672), parte del llamado Tesoro de Guarrazar, M.A.N. (Madrid). La corona votiva es un objeto paralitúrgico propio de los reyes visigodos.

### Consolidación de la liturgia hispánica
Tras la caída del Imperio romano de Occidente (476) y con la instauración en Hispania de los invasores germánicos en reinos que se convierten a la ortodoxia nicena (el reino suevo en el siglo V y el reino visigodo en el siglo VI), se consolida la unidad y especificidad de la Iglesia hispana, aferrada a la tradición latina y en continua lucha con el priscilianismo, el arrianismo y el paganismo de la élite dirigente y el pueblo. De hecho, el caso español e irlandés es una excepción de desarrollo cultural en estos tiempos turbulentos; en el reino suevo los reyes organizan los concilios nacionales de Braga (el primero en 561, el segundo en 572) y Lugo (el primero en 569 y el segundo en 570). En el resto de la península la iglesia vivía al margen del Estado y en penuria debido al arrianismo de los visigodos, que se convierten al catolicismo con el rey Recaredo durante el III Concilio de Toledo en el año 587, cuando se convierte, con sus nobles visigodos, al catolicismo.
La fortaleza de la Iglesia hispana se ve reflejada tanto en su actividad conciliar (se celebraron catorce concilios nacionales en Toledo, más numerosos concilios provinciales en Zaragoza, Tarragona, Cartagena, Sevilla, etc.) como en la cantidad de eruditos eclesiásticos, que van: desde la monja Egeria a San Isidoro de Sevilla, pasando por personajes como Fructuoso, Martín de Braga, Leandro de Sevilla, Ildefonso de Toledo, Braulio de Zaragoza, Aurelio Clemente Prudencio, etc.
La fijación y la riqueza de la liturgia hispánica queda reflejada en los cánones conciliares y en los escritos eclesiásticos, especialmente De ecclesiasticis officiis y Regula monachorum de san Isidoro de Sevilla y las reglas de los santos Martín y Fructuoso de Braga. Definitivamente se incorpora el sistema musical grecorromano a través de las obras de Boecio, Casiodoro y Marciano Capella, popularizadas en las Etimologías de san Isidoro de Sevilla, y la organización de los distintos cantos se asume en los diversos misales, códices litúrgicos y reglas monásticas.
En este periodo cristaliza también la influencia de otras liturgias cristianas: de la ambrosiana se recoge el Himno, muchos compuestos por los padres españoles; se incorporan tradiciones, como la Schola, de la liturgia romana, y las melodías melismáticas de origen oriental se multiplican por la presencia bizantina, de más de cien años, en la costa oriental de la Península.

### La iglesiamozárabe

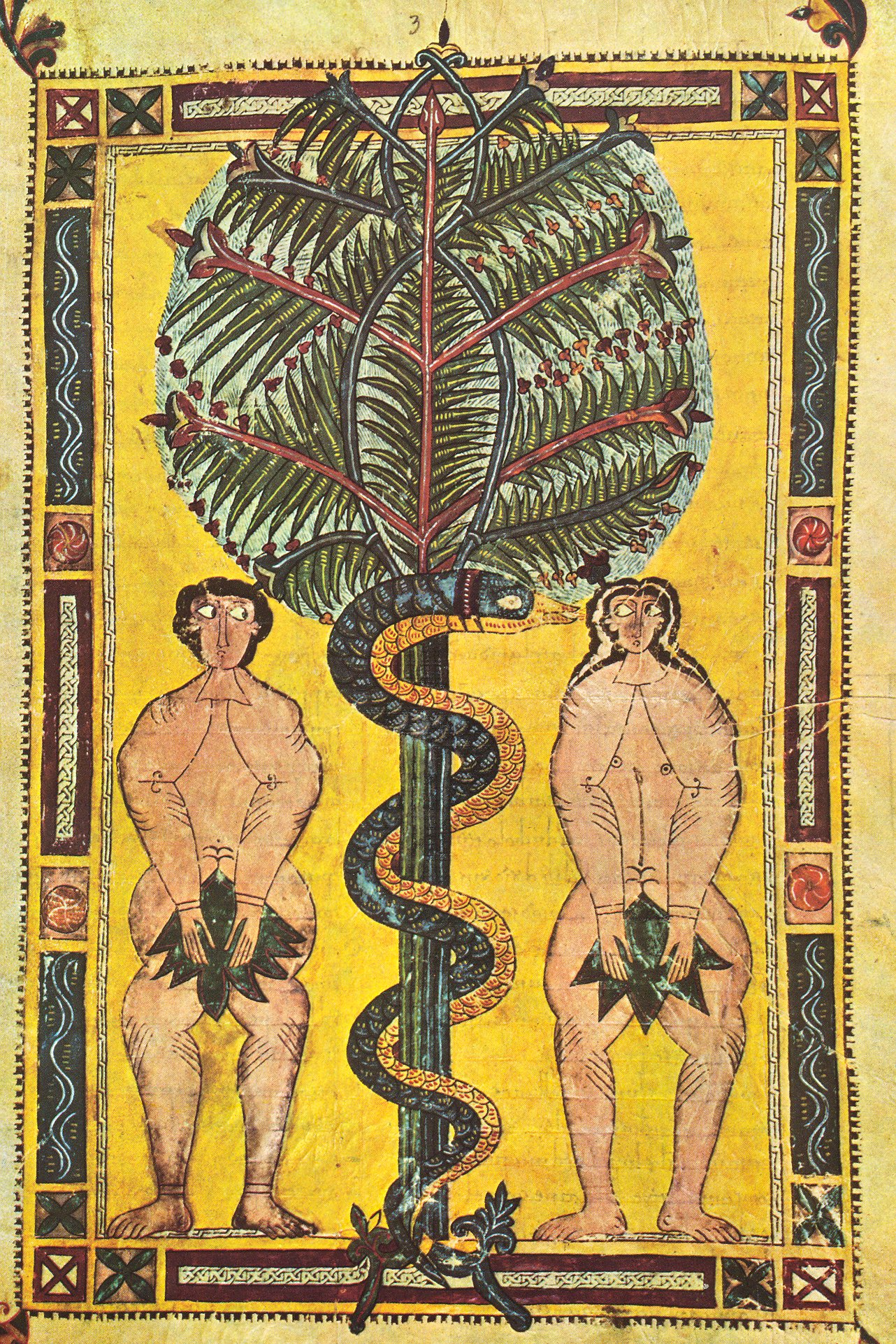
«El pecado original», miniatura mozárabe del Beato de El Escorial, Real Biblioteca del monasterio de San Lorenzo de El Escorial, ms. II. 5 f.° 18.

Tras la conquista musulmana de la península ibérica en 711, la vitalidad y originalidad de la Liturgia hispánica se ve salvaguardada, tanto en los núcleos cristianos que quedan aislados al Norte (en Galicia el obispado de Iria Flavia, actual Padrón), como en las comunidades cristianas que permanecen bajo dominio musulmán.
Pronto, las marcas pirenaicas, asociadas a los avatares de los carolingios, van abandonando la Liturgia hispánica y adoptan modelos pregregorianos, con la implantación ya en el siglo IX del rito romano en muchas de sus iglesias. Este fenómeno no ocurre en el resto de los núcleos cristianos, fundamentalmente Navarra y Asturias, que mantienen como seña de identidad la herencia visigoda y son reacios a asimilar el rito romano, siempre asociado al poder imperial de carolingios y, posteriormente, germanos.
Aunque el dinamismo de la sociedad andalusí permite a los cristianos participar en la cultura civil asumiendo el árabe o las lenguas bereberes como lengua culta, mantienen el latín como lengua de comunicación interna y ritual, y conservan intacto el legado litúrgico y musical de la época visigoda. La progresiva presión sobre esta población cristiana provoca un creciente movimiento migratorio hacia el Norte. El traslado de esta población y la creación de nuevos asentamientos mozárabes en zona cristiana dan origen a dos tradiciones litúrgicas que evolucionan diferentemente, y una tercera centrada en los monasterios hispánicos:
- La tradición castellana y leonesa (o A), con importantes centros en los principales monasterios mesetarios: Frómista, Silos, Sahagún; y en catedrales como León, Oviedo, Pamplona y Burgos.
- La tradición toledana (o B), más conservadora, en territorio musulmán. Su centro original fue, seguramente, Sevilla. Posteriormente, tras la emigración de mozárabes al Norte, se desarrolla en diversas localizaciones, principalmente en el reino de León.
- A estas dos tradiciones litúrgicas se suma una tercera, la tradición riojana, centrada, sobre todo, en el monasterio de San Millán de la Cogolla, y que surge del «pacto monástico» establecido por los diversos grupos de monjes mozárabes que se asientan por esas tierras tras emigrar de territorio musulmán.

### La lucha con el rito romano
El primer lugar en España donde se celebra con el rito romano es en el Reino de Aragón en el monasterio de San Juan de la Peña, durante la estancia del Santo Cáliz en el monasterio y a continuación se oficializa en el resto del reino. A mediados del siglo XI, el rito hispánico comienza a ser suplantado por el rito romano. Los reyes de Navarra, León y Castilla facilitan la entrada de monjes bajo la regla de San Benito y se adhieren a las tesis reformistas de los papas Urbano II y Gregorio VII. La normalización de la liturgia romana frente a la hispánica comienza en los dictados del Concilio de Coyanza (1050), en el que se permite a catedrales y abadías adoptar el canon romano. La resistencia del clero local es bastante grande, pero la situación se tensa bajo el reinado del emperador de las Españas Alfonso VI de León y Castilla. En 1080 convocó un concilio general de sus reinos en Burgos, y declaró oficialmente la abolición de la liturgia hispánica y su substitución por la romana. El apego de la parte femenina de la familia real leonesa a este rito hizo que la real basílica de San Isidoro de León conservara el privilegio de seguir celebrando algunas ceremonias a la antigua usanza. Sin embargo, durante la conquista de Toledo (1085), vuelve a plantearse la pervivencia del rito hispánico, ya que la población mozárabe de la ciudad se negaba a abandonarlo. La Estoria de España, crónica castellana del siglo XIII, narra que ante la oposición del clero y el pueblo de Toledo se celebró un combate ordálico en el cual cada bando eligió como representante a un caballero para que decidiera la querella en combate. El rey desconoció la victoria del campeón favorable al rito hispánico y se procedió a un juicio de ordalía, en el que fueron sometidos al fuego dos ordinarios de la misa, uno hispánico y otro romano. Dice la Estoria que Alfonso VI volvió a desconocer el resultado desfavorable (pero otras crónicas dicen que, como el misal hispánico no se quemaba, el propio rey se acercó a la hoguera y lo pateó hacia las llamas, declarando al rito romano vencedor).[cita requerida] Finalmente, la crónica indica que el rey leonés logró imponer la nueva liturgia:

Et desde estonces ell officio gallicano, fascas ell officio francés, tanbien en el Salterio como en las otras leendas fue allí recebido estonces en las Espannas et guardado, lo que nunqua antes fuera. Et maguer que en algunos monesterios guardaron yaquanto tiempo después el de Espanna, et el traslado del salterio aun oy se reza en algunas de las eglesias cathedrales et en los monesterios mayores: pero al común, el de Francia anda por toda la tierra, et aquel usan al común en la escriptura de las letras et en ell oficio
Estoria de España. Cap. 872

Efectivamente, como concesión en el pacto de conquista, seis parroquias toledanas obtuvieron permiso para conservar la antigua liturgia, y en contraprestación, el papa, con la aquiescencia del emperador «de las gentes de las dos religiones», nombró como primer arzobispo de Toledo al cluniaciense don Bernardo. El rito hispánico se mantuvo, a partir de esta fecha, solo en las comunidades cristianas bajo dominio musulmán (los llamados mozárabes), aunque en progresiva decadencia.
Durante el resto del proceso conquistador, tanto castellano como aragonés, una de las cláusulas siempre presentes en los pactos de tregua o rendición era la renuncia del clero y del pueblo mozárabe al uso de la liturgia visigótica, por lo que los usos antiguos van desapareciendo cuando los diversos territorios son reincorporados a los reinos cristianos. Solo hubo una salvedad en la ciudad de Córdoba, reconquistada por Fernando III ya en el siglo XIII, pero la emigración de los mozárabes hacia el norte y la repoblación subsiguiente con castellanos mesetarios hicieron que no perviviera más de cincuenta años.

### La reforma de Cisneros

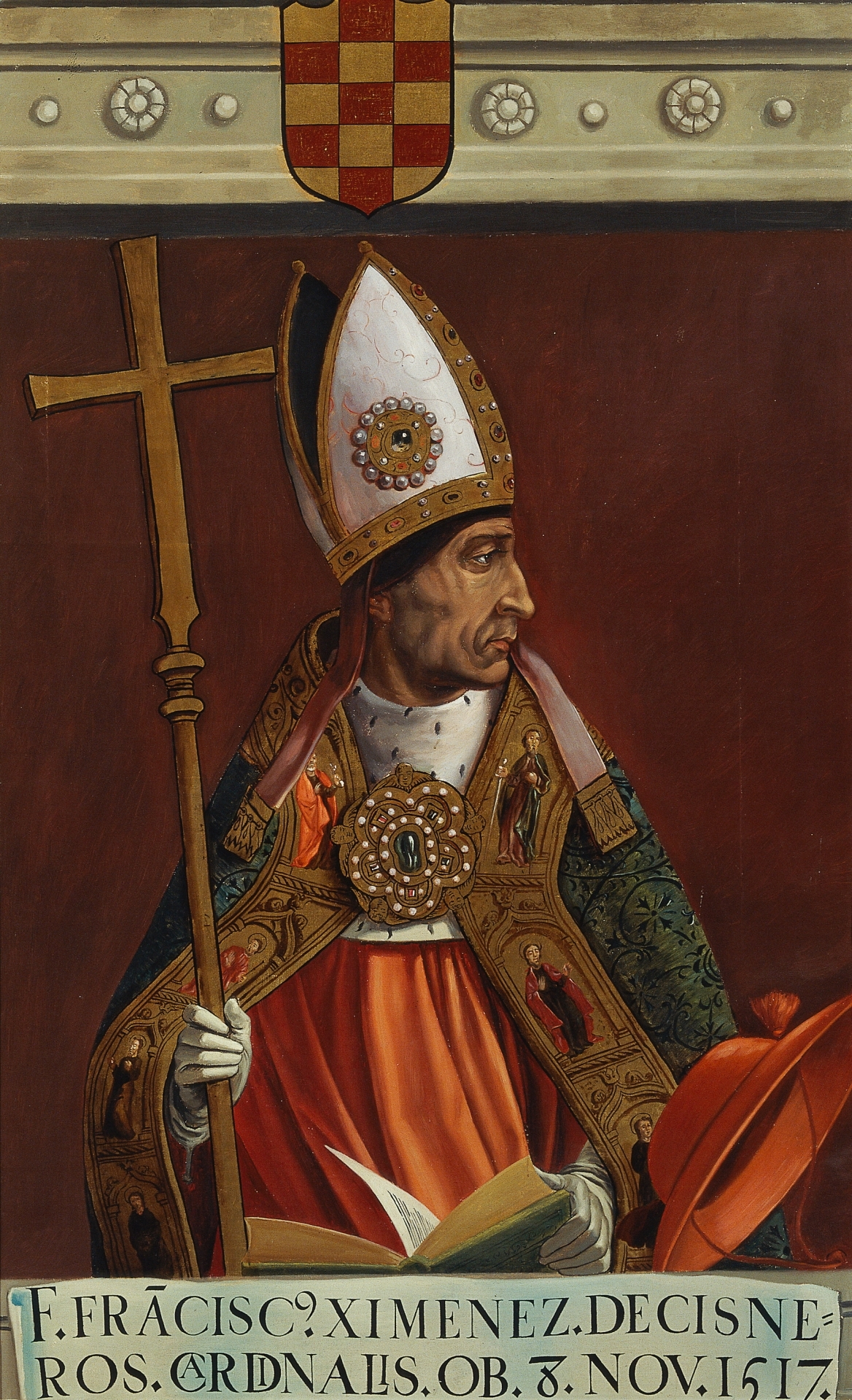
Francisco Jiménez de Cisneros, cardenal y arzobispo de Toledo.

Con todo ello, la liturgia fue perdiendo aceptación rápidamente y solo se conservó en la ciudad de Toledo y en la basílica de San Isidoro de León (España), en condiciones bastante precarias. Así, en pleno proceso reformador de la Iglesia de la Corona de Castilla, con el apoyo de la reina Católica, el cardenal Cisneros, arzobispo de Toledo, advierte la riqueza de la liturgia de los mozárabes y en 1495 crea una capilla en la Catedral de Toledo —la del Corpus Christi— para que se conservase la antigua liturgia, dotándola de renta para su mantenimiento y de sacerdotes del propio cabildo catedralicio. También acometió una importante labor de recopilación y ordenación litúrgica —cada parroquia celebraba la misa y los oficios de manera diferente y la tradición oral que sustentaba el canto se iba perdiendo— y reunió gran cantidad de códices procedentes de todo el reino: mandó una reconstrucción de los textos y un estudio de los recursos litúrgicos que culminó en la impresión de un nuevo misal y de un breviario. En ellos se transcribieron las melodías que aún se conservaban a la notación cuadrada: los antiguos textos que se conservaban permitieron la reconstrucción aproximada de la liturgia tal y como era en la época visigoda; sin embargo, lo mismo no pudo ser hecho con el canto.
Se conservan manuscritos de los siglos IX al XI con prácticamente todo el canto mozárabe o hispánico, pero desgraciadamente están escritos en una notación neumática que no indica los intervalos y por tanto no puede leerse. Solo 21 de la gran cantidad de cantos conservados pueden leerse, al encontrarse transcritos en la notación aquitana de un manuscrito más tardío del siglo XII. Por tanto, ni siquiera las melodías restauradas por el cardenal Cisneros son realmente auténticas, a excepción de algunos recitativos conservados por vía oral.

### Últimas reformas del rito

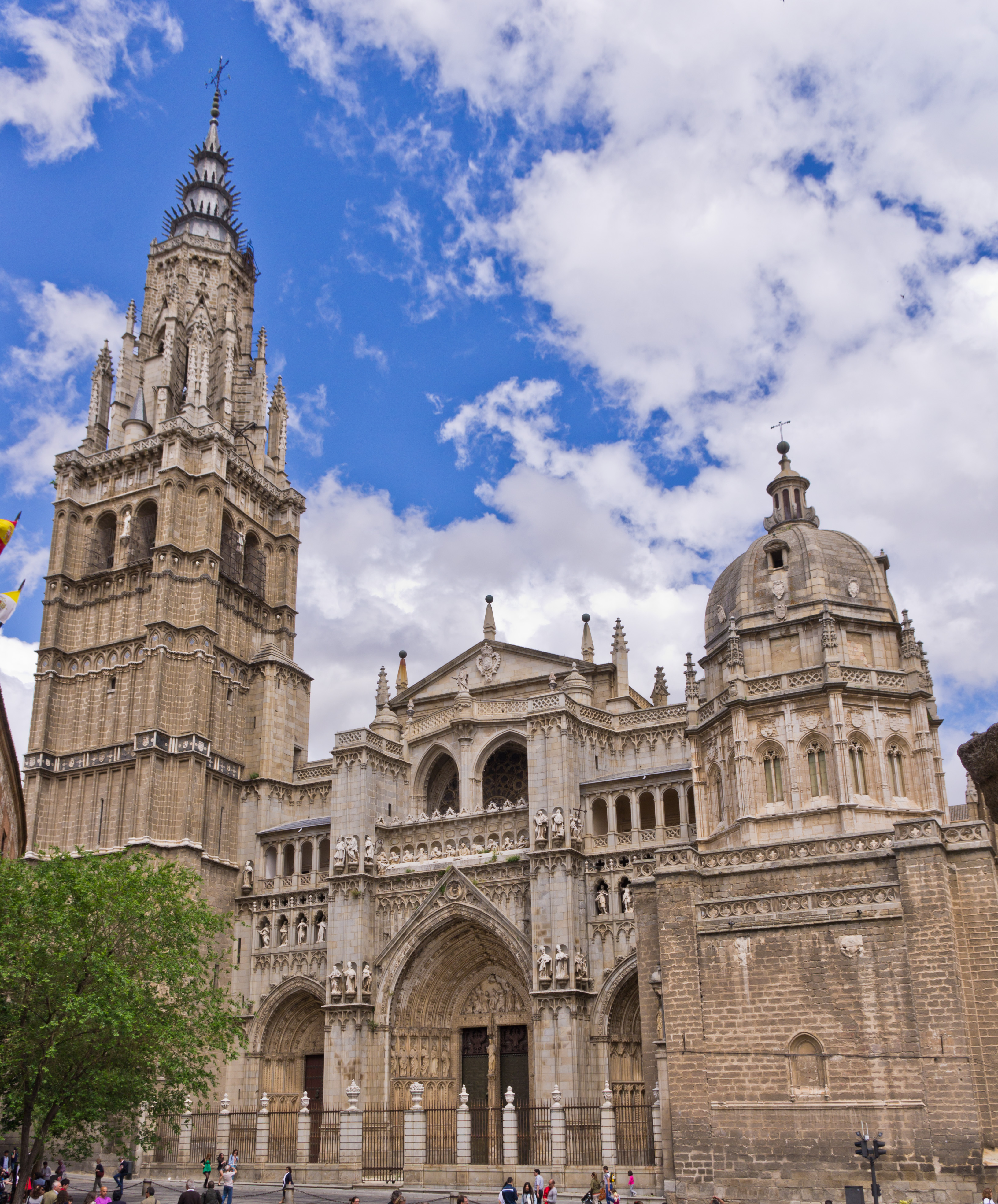
Fachada principal de la Catedral de Toledo: la cúpula de la derecha pertenece a la capilla mozárabe del Corpus Christi.

En el siglo XVIII, el cardenal Francisco Antonio de Lorenzana, al haberse agotado los misales de la reforma de Cisneros, hizo una nueva edición, cuidada y anotada, sin pretender la modificación del texto en el cuerpo del Misal.
Pero no es hasta el siglo XX, y con el fin de adaptar el rito hispánico a los planteamientos del Concilio Vaticano II en su Constitución Apostólica sobre la Sagrada Liturgia, cuando se aborda una nueva revisión del Misal, que ya no solo pretendía mantener al día la celebración en Toledo, sino restaurar la pureza primitiva de los textos y del orden de celebración. El papa Juan Pablo II amplía los permisos para el uso de esta liturgia a cualquier lugar de España, donde la devoción o el interés histórico-litúrgico lo requirieran.
La revisión fue promovida por el cardenal de Toledo, Marcelo González Martín, en su doble calidad de arzobispo de Toledo-Superior responsable del Rito y de presidente de la Comisión de Liturgia de la Conferencia Episcopal. Se nombró una comisión de expertos sacerdotes toledanos y de otras diócesis, así como de congregaciones religiosas, que en un trabajo de nueve años, consultando archivos y bibliotecas, manuscritos y códices publicados, lograron restituir el Misal Hispánico a su auténtica y genuina pureza, eliminando las adherencias que se habían agregado a través de los siglos e incorporando lo que se había perdido en leccionarios, fiestas de algunos santos, etc.
En 1992 fue presentado el primer volumen del Nuevo Misal Hispano-Mozárabe al papa Juan Pablo II, quien celebró la santa misa en este rito, el 28 de mayo de 1992, solemnidad de la Ascensión del Señor, convirtiéndose en el primer papa que lo utilizaba en Roma.

### Celebraciones de la misa hispánica en la actualidad

#### Diariamente
En Toledo:
- En la Catedral Primada en lengua latina.
- En la Parroquia Mozárabe de las Santas Justa y Rufina.
- En la Iglesia Mozárabe de San Lucas.
- En la Parroquia Mozárabe de Santa Eulalia.

#### Semanalmente
En Madrid:
- En la Basílica de la Concepción de Nuestra Señora. (Tras haberse celebrado anteriormente en el Convento de Clarisas de la Inmaculada y san Pascual[3])

En Alcalá de Henares:
- En la Ermita de Santa Lucía de Alcalá de Henares, por la Capellanía Hispano-Mozárabe de la diócesis de Alcalá de Henares.[4]

#### En ciertas fechas especiales y festividades
- En Alcalá de Henares, la Hermandad del Santísimo Sacramento y Nuestra Señora del Carmen celebra todos los 18 de diciembre la misa en rito hispano en su sede canónica, en la parroquia de Santiago Apóstol.
- En Alcuéscar se celebra en la Basílica Mozárabe de Santa Lucía del Trampal, durante la Fiesta de la Cruz Gloriosa, que ocurre en mayo, presidida por el Sr. Obispo de Coria-Cáceres.
- En Cáceres se celebra en la iglesia parroquial de Nuestra Señora del Rosario de Fátima, el primer viernes de Cuaresma, durante el triduo a Ntro. Padre Jesús de la Lealtad Despojado, y el viernes más cercano al 18 de diciembre, durante la Novena a la Virgen de la Esperanza, en la iglesia de San Juan
- En Madrid, se celebran con especial solemnidad la fiesta del 2 de enero In Caput anni y la fiesta de la Virgen del 18 de diciembre. También diversos Lucernarios gracias a la Asociación Gothia.

- En la pequeña Basílica visigoda de San Juan de Baños de Cerrato (Palencia), una de las iglesias más antiguas de la península (levantada en el siglo VII), tiene lugar cada año la celebración de una misa en rito hispano-mozárabe dentro de las fiestas de San Juan Bautista.
- En la Basílica de Santa Eulalia de Mérida se celebra anualmente en el mes de noviembre, el fin de semana anterior al Adviento Hispano la Misa Hispano-Mozárabe de la Virgen y Mártir Santa Eulalia, como conclusión al ciclo de conferencias "Mérida: Cuna del cristianismo hispano".
- En la iglesia de San Martín de Tours de Trujillo (Cáceres) se celebra cada 11 de noviembre la Misa Hispano-Mozárabe de la festividad de San Marín.
- En la parroquia del Salvador de Béjar (Salamanca, aunque perteneciente a la diócesis de Plasencia), se celebra anualmente dentro de  la octava del Corpus la Misa Hispano-Mozárabe correspondiente a la Festividad de Santa María Madre de Dios.
- En la capilla de San Salvador de la catedral vieja de Salamanca se celebra la misa en este rito el primer domingo de Adviento y el primer domingo de Cuaresma.
- En la Iglesia Arciprestal de San Pedro y San Ildefonso, de Zamora, en las celebraciones de la Real Cofradía de Caballeros Cubicularios.
- En la Colegiata de la Santísima Trinidad, dentro del Palacio del Real Sitio de San Ildefonso, en Segovia, se celebra la solemnidad de San Ildefonso, el 23 de enero por la mañana con una misa en este rito.
- En la ermita de San Isidro de Madrid con motivo de su festividad el 15 de mayo y en otras ocasiones solemnes como son la Fiesta del Icono el 21 de noviembre.
- En el monasterio asturiano de El Salvador de Valdedios la misa se celebraba un sábado al mes.
- En la basílica real de San Isidoro de León una vez al año, el 18 de diciembre. Asimismo, suelen celebrarse con este rito las misas anuales en memoria de los Reyes de León, y otras celebraciones especiales (por ejemplo, por la inauguración de curso académico en la Universidad de León.
- En la iglesia de San Vicente de la Roqueta de Valencia se celebra en la tarde de la festividad de San Vicente Mártir, el 22 de enero. En fechas próximas tiene lugar también la celebración de la misa en este rito en la capilla visigoda de la Cárcel de San Vicente, cercana a la Catedral de Valencia.
- En la iglesia de San Ildefonso de Jaén se celebran anualmente dos misas en este rito, el 23 de enero (festividad de San Ildefonso) y el 18 de diciembre (festividad de Santa María).
- En el monasterio benedictino de Santo Domingo de Silos (Burgos).
- En la Catedral de Pamplona se celebra Misa por este rito el 18 de diciembre.
- En la colegiata San Benito Abad de Yepes el 29 de junio para la solemnidad de los santos apóstoles Pedro y Pablo (celebración de la Hermandad de los Santos Apóstoles Pedro y Pablo).
- En la Arquidiócesis de Évora (Portugal) se celebra misa en los días 21 de mayo, San Mancio; 28 de octubre, Santos Vicente, Sabina y Cristeta; 18 de diciembte, Santa Maria.

Ocasionalmente, se celebran misas hispano-mozárabes en otros lugares de España.

## Estructuras litúrgicas

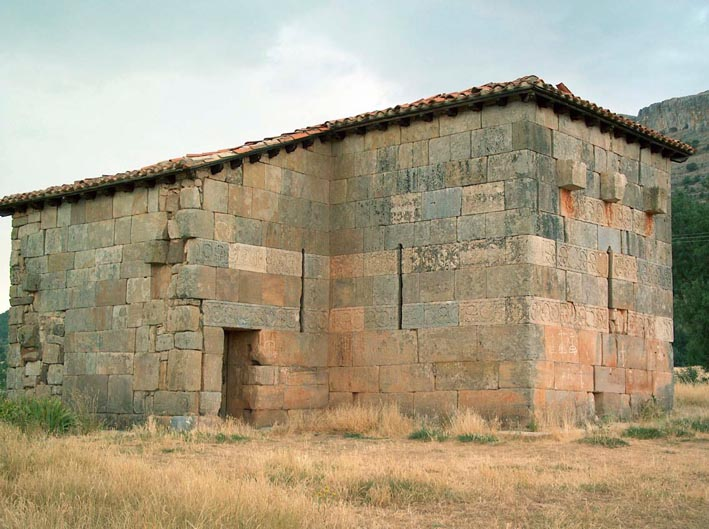
Iglesia visigoda de Santa María de Quintanilla de las Viñas, Burgos.

Las diversas tradiciones litúrgicas hispánicas (la A, castellano y leonesa, y la B, toledana y riojana) son perceptibles en el orden de los elementos litúrgicos dentro de sus estructuras, más que en su esquema general. Esto quiere decir que la liturgia hispánica, pese a sus diversas manifestaciones regionales, mantiene una fuerte unidad estructural, comparable a la del rito romano. De todas maneras, esta variedad dentro de la diversidad no es evidente, ya que los diversos manuscritos nos transmiten solo las piezas que se creen necesarias, omitiendo las que se cantan todos los días (solo conocidas gracias a la tradición oral toledana, recogida en la reforma de Cisneros) y los recitativos. Además, aunque el corpus litúrgico tiene un carácter cerrado, en la mayoría de los lugares se mantienen costumbres devocionales propias, que fueron reflejadas por los copistas.
Aun así, podemos distinguir claramente, en primer lugar, la misa, universal e idéntica para todas las iglesias y monasterios, y el oficio divino, rezo particular y distintivo para cada iglesia episcopal (ordo cathedralis) y cada monasterio (ordo monasticus). Este hecho está reflejado desde muy pronto: el I Concilio de Braga (561 o 563) distingue claramente los dos ordina y prohíbe su mezcla; el XI Concilio de Toledo incluye la misa como una hora canónica más dentro del ordo cathedralis, y común con el ordo monasticus.

### La misa hispánica
La santa misa, como en el resto de los ritos cristianos, consta de dos partes: la liturgia de la palabra (compuesta por lecturas y cantos) y la liturgia eucarística (compuesta por oraciones y ritos). El esquema primigenio, y que más o menos ha mantenido la reforma del rito que se hizo bajo el patrocinio de Cisneros, es el que sigue:
- Liturgia de la Palabra.
  - Prelegendum (antífona musical de entrada) .
  - Gloria in excelsis.
  - Graecum (Trisagio rezado en griego)
  - Oración.
  - Lectura del Antiguo Testamento.
  - Benedictiones.
  - Psallendum (salmo responsorias) y, en Cuaresma, los Threni (tomadas del libro de las Lamentaciones).
  - Clamores.
  - Apostolus.
  - Procesión del Evangelio.
  - Evangelium.
  - Homilía.
  - Laudes vel Alleluia.
- Liturgia Eucarística
  - Ofertorio.
    - Preces  (solo en Cuaresma).
    - Sacrificium (oración del sacerdote).
    - Oratio admonitionis (exhortación del sacerdote a los fieles para la plegaria)
    - Aclamación Agios.
    - Oración.
    - Alia (oración variable).
    - Díptica (recuerdo de los santos, los difuntos y los oferentes).
    - Oración Post nomina.

  - Rito de la Paz.
    - Oración Ad pacem.
    - Bendición del celebrante.
    - Invitación a la Paz.
    - Canto Ad pacem.
    - Inlatio. Oración de conexión con el Sanctus.
    - Ad Sanctus. Responsorio que introduce el Sanctus. Solo se cantaba en grandes solemnidades.
    - Aclamación y Sanctus.
    - Oración Post Sanctus.
    - Rito de la Consagración.
    - Oración Post pridie (variable).
    - Doxología: elevación y ostensión de la Hostia.

  - Fracción del Pan.
    - Ad confractionem panis. Antífona que se cantaba en el momento de la fracción del pan. Originariamente tenía forma responsorial, pero perdió el verso, quedando el cuerpo del responsorio como una antífona adornada y larga.
    - Fracción del Pan.
    - Credo. Precedido de una invitación, fue introducido en la Misa hispánica mucho antes que en la romana, por influencia de la liturgia bizantina. Todos los artículos eran cantados con una misma fórmula responsorial.
    - Ad orationem dominicam. Introducción al Padre Nuestro.
    - Pater Noster.
    - Canto Sancta Sanctis.
    - Bendición sacerdotal.
    - Canto Ad accedentes.
    - Canto Repletum o Refecti.
    - Oración Completuria.

  - Despedida.
    - Moniciones y avisos. Solemnia completa sunt ('las solemnidades han concluido').

### Elordo cathedralis
Son las oraciones litúrgicas que, públicamente, se hacían en las iglesias y que, según el I Concilio de Toledo, debían rezar diariamente los clérigos. En principio, este oficio estaba compuesto por la oración de la mañana o Matutinum, y la de la Tarde o Vesperum. El XI Concilio de Toledo incluye la Santa Misa como una hora canónica más, e indica que los clérigos deben rezar también las horas Tertia, Sexta y Nona del Officium monasticum.

#### Officium matutinum
- Matutinum ferial.
  - Salmo 3.
  - Missa.
  - Responsorium.
  - Salmo 50.
  - Canto profético (tradición B).
  - Salmo matutinario.
  - Salmo Laudate y antífona.
  - Lectio.
  - Himno.
  - Versus.

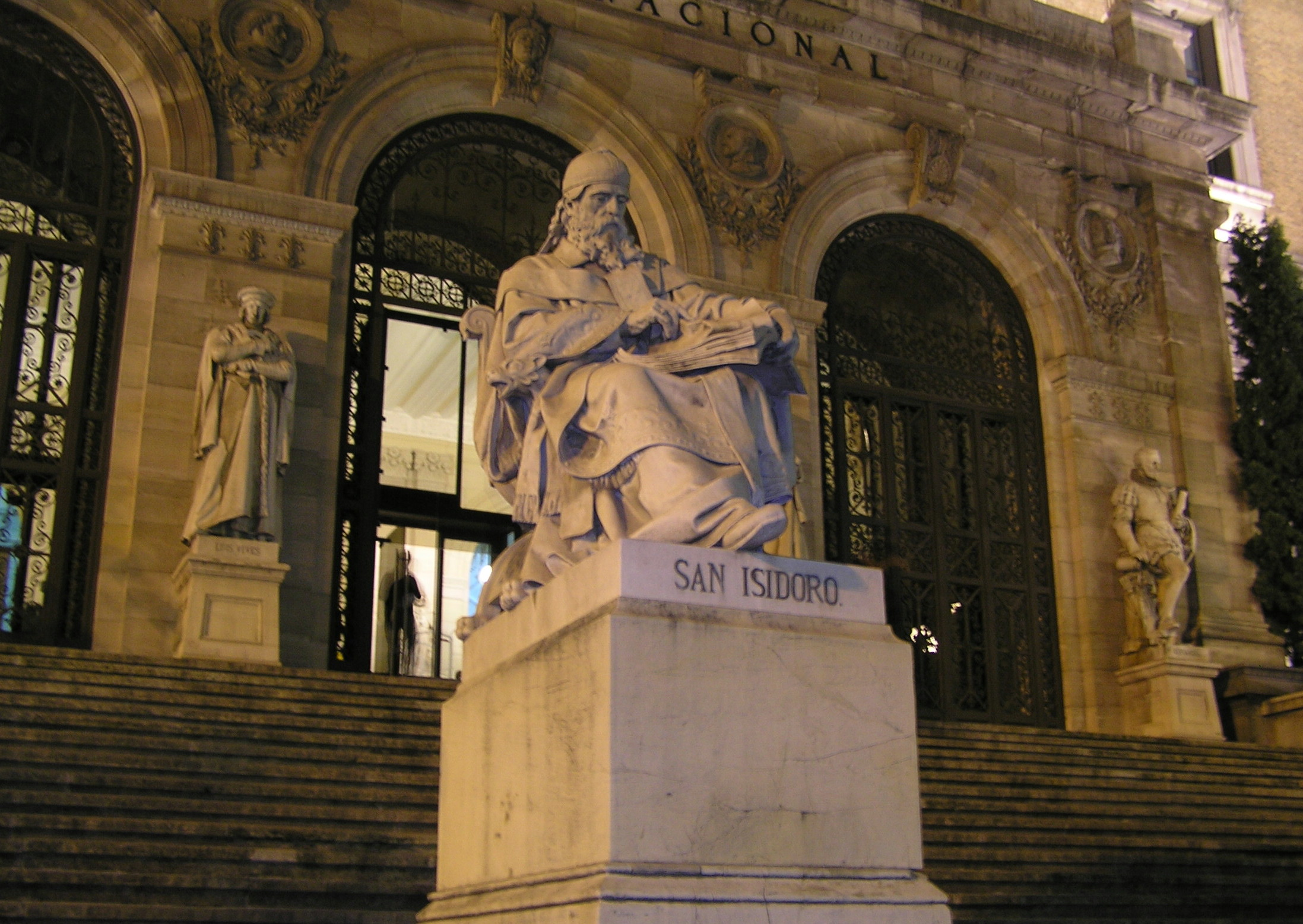
De ecclesiaticis Officiis de san Isidoro de Sevilla es la fuente más completa para conocer las antiguas estructuras de la liturgia hispánica (escultura del Santo en la escalinata de la Biblioteca Nacional de España, en Madrid).

  - Supplicatio litaniae (tradición B).
  - Oración Completuria.
  - Pater Noster.
  - Petición (tradición B).
  - Bendición (tradición A).
- Matutinum dominical.
  - Himno Aeterne rerum conditor y antífona.
  - Salmo 3 y antífona.
  - Salmo 50 y antífona.
  - Salmo 56 y antífona.
  - Oraciones de los salmos 3, 50 y 56.
  - Missa (tradición A).
  - Lectio.
  - Responsorio.
  - Canto profético, con antífona y oración.
  - Benedictiones.
  - Sono.
  - Salmo Laudate y antífona.
  - Lectio de las Sagradas Escrituras.
  - Te Deum.
  - Versus (tradición A).
  - Supplicatio litaniae (tradición B).
  - Oración Completuria.
  - Petición.
  - Psallendum.
  - Oración.
- Matutinum festivo.
  - Salmo 3 y antífona.
  - Missa (tradición A).
  - Lectio de textos de los Santos Padres o de vidas de mártires.
  - Responsorio.
  - Oración.
  - Salmo 50 y antífona.
  - Canto profético, con antífona y oración (tradición B)
  - Benedictiones.
  - Sono.
  - Salmo Laudate y antífona.
  - Lectio de las Sagradas Escrituras.
  - Himno.
  - Versus (tradición A).
  - Supplicatio litaniae (tradición B).
  - Oración Completuria.
  - Petición (tradición B).
  - Bendición (tradición A).
  - Psallendum.
  - Oración.

#### Officium vespertinum
El Vesperum hispánico corresponde a las vísperas romanas y tiene como precedente la oración sinagogal de la tarde. El acto está basado en la ritualización del simbolismo luz-tinieblas, y su esquema es como sigue:
- Rito de la Luz.
  - Encendido de la lámpara por el diácono.
  - Canto Vespertinum.
  - Oración (tradición B).
  - Sono.
- Salmodia.
  - Antífona y su salmo.
  - Alleluiaticum.
  - Himno.
  - Versus (tradición A).
- Conclusión.
  - Supplicatio litaniae y Kyrie Eleison.
  - Oración Completuria.
  - Canto profético, con antífona y oración (tradición B)
  - Pater Noster.
  - Petición (tradición B).
  - Bendición.
- Procesión.
  - Psallendum.
  - Oración (tradición B).

### ElOrdo monasticus
La liturgia practicada en los monasterios hispánicos tiene un planteamiento que obedece al principio de universa laus (oración continua), que todo monje habría de practicar. La imposibilidad de estar continuamente alabando a Dios en comunidad impuso la organización de las oraciones comunes en las diversas horas canónicas (horas y vigilias), en las que los romanos dividían el día y la noche. Así, aunque originariamente la oración monástica consistía en el rezo diario e ininterrumpido de los ciento cincuenta salmos bíblicos, poco a poco se fue limitando a los momentos más importantes del horario civil: se establece la oración cada tres horas durante el día, y, para no tener que despertarse tres veces durante la noche, se unieron las vigilias en una sola oración (nocturnos). De esta manera queda organizado el horario de rezo de la siguiente manera:
- Ad vesperum (Hora canónica mayor). Al anochecer.
- Ad nocturnos (Hora canónica mayor). A media noche.
- Ad matutinum (Hora canónica mayor). Al amanecer.
- Ad tertiam (Hora canónica menor). A media mañana.
- Ad sextam (Hora canónica menor). Al mediodía (meridie).
- Ad nonam (Hora canónica menor). A media tarde.

Las horas mayores, salvo los nocturnos, tienen un esquema similar al Ordo cathedralis (véase más arriba), por lo que, a continuación aparece el esquema básico del desarrollo de las horas menores y de los nocturnos.

#### Las horas menores
Existen dos variantes de rezo de las horas menores, según las dos tradiciones litúrgicas hispánicas, aunque las fórmulas -antífonas, alleluiaticum, responsorios, himnos, etc.- no difieren entre ellas.
- Tradición A.
  - Responsorio (salvo en la hora nona).
  - Antífona 1, con salmo, versículo (si es domingo) y oración.
  - Antífona 2, con salmo, versículo (si es domingo) y oración.
  - Antífona 3, con salmo, versículo (si es domingo) y oración.
  - Preces.
  - Lectio.
  - Himno.
  - Oración Completuria.
  - Pater Noster.
- Tradición B.
  - Lectio del Antiguo Testamento.
  - Antífona 1, con salmo y oración.
  - Antífona 2, con salmo y oración.
  - Antífona 3, con salmo.
  - Responsorio.
  - Laudes o Alleluia, si no es cuaresma.
  - Preces.
  - Himno.
  - Oración Completuria.
  - Pater Noster.

#### Losnocturnos
Los oficios de la noche tenían una estructura más complicada y estable. Equivalen a las Completas del Rito romano. Si originariamente eran tres (como el número de vigilias de la noche), la Liturgia hispánica los refunde en un solo oficio, aunque, más tarde, la severidad de los monjes visigóticos reinstauró el triple rezo organizado de la siguiente manera:
- Peculiaris vigilia ad medium noctis, unas horas antes del rezo nocturno.
- Ordo ad Nocturnos, el oficio de la noche propiamente dicho.
- Ordo peculiaris post Nocturnos, tres horas después.

La estructura del Ordo ad Nocturnos era la siguiente:
- Antífona única para los tres salmos canónicos (3, 50 y 56) y oración.
- Missa 1: grupo de salmos cantados sin antífonas.
- Responsorio.
- Missa 2.
- Responsorio.
- Missa 3.
- Responsorio.
- Missa de cánticos sin antífonas ni oraciones.
- Responsorio.
- Lectio breve del Antiguo Testamento.
- Lectio breve del Nuevo Testamento.
- Laudes o Alleluia con un versículo.
- Himno.
- Clamores.
- Suplicatio. Canto litánico en forma responsorial y con carácter penitencial.
- Oración Completuria.
- Pater Noster.
- Bendición.
- Miserationes. Canto en forma responsorial.
- Oración final.